# Parachiridotea panousei
Parachiridotea panousei là một loài chân đều trong họ Chaetiliidae. Loài này được Daguerre de Hureaux & Elkaïm miêu tả khoa học năm 1972.